# فيودور بيرفوشين
فيودور بيرفوشين هو لاعب كرة قدم روسي في مركز الوسط، ولد في 21 يناير 1994 في بارناول في روسيا. لعب مع دينامو بارنول.